# پارک دو لاویلت
پارک دو لاویلت (به فرانسوی: Parc de la Villette) در کنار پارک فناوری و تکنولوژی پاریس در ناحیه ۱۹ شهر پاریس واقع شده‌است. مهندس معمار این پارک برنارد چومی است. وی در یک مسابقه معماری توانست برنده شود و ایده خود را که از شبکه‌های منطبق بر یکدیگر بود، به منصه ظهور برساند.
این پارک سرآغاز معماری دیکانستراکشن است و بر اساس نظریات فلسفی ژاک دریدا، فیلسوف الجزایری طرح شده‌است. فولی‌ها (حجم‌ها قرمزرنگ) در پارک مثالی برای ایجاد حس چندمنظورگی بنا هستند، یعنی با دیدن آن‌ها حس عملکردی خاصی دست نمی‌دهد، به عنوان مثال می‌توانند نمایانگر یک آتش‌نشانی یا یک کافی شاپ باشند.
این طرح توجه زیادی به خود جلب کرده‌است از این نطر که بر پایه یک ایدئولوژی طراحی استوار است و همچنین استقبالی که از این پارک شده‌است به خاطر ایدئولوژی علمی زیباشناسی به عنوان یک اثر هنری و پایه‌های علمی آن است. صاحب نظران و منتقدان معماری آن را تحسین کرده‌اند و به‌طور گسترده در مورد آن مطلب نوشته‌اند . انتقال این ایدئولوژی به توسعه شهری مشکل به نظر می‌رسد. طرح این پارک از بسیاری از جهت در واقع یک پرو/زه طراحی شهری است که عناصر معماری منظر و معماری در یک کل واحد با هم تلفیق کرده‌است. پارک دو لاویلت همه روزه از ساعت 6:00 صبح تا 1:00 بامداد باز است.

## نگارخانه

نمایی از پارک فناوری
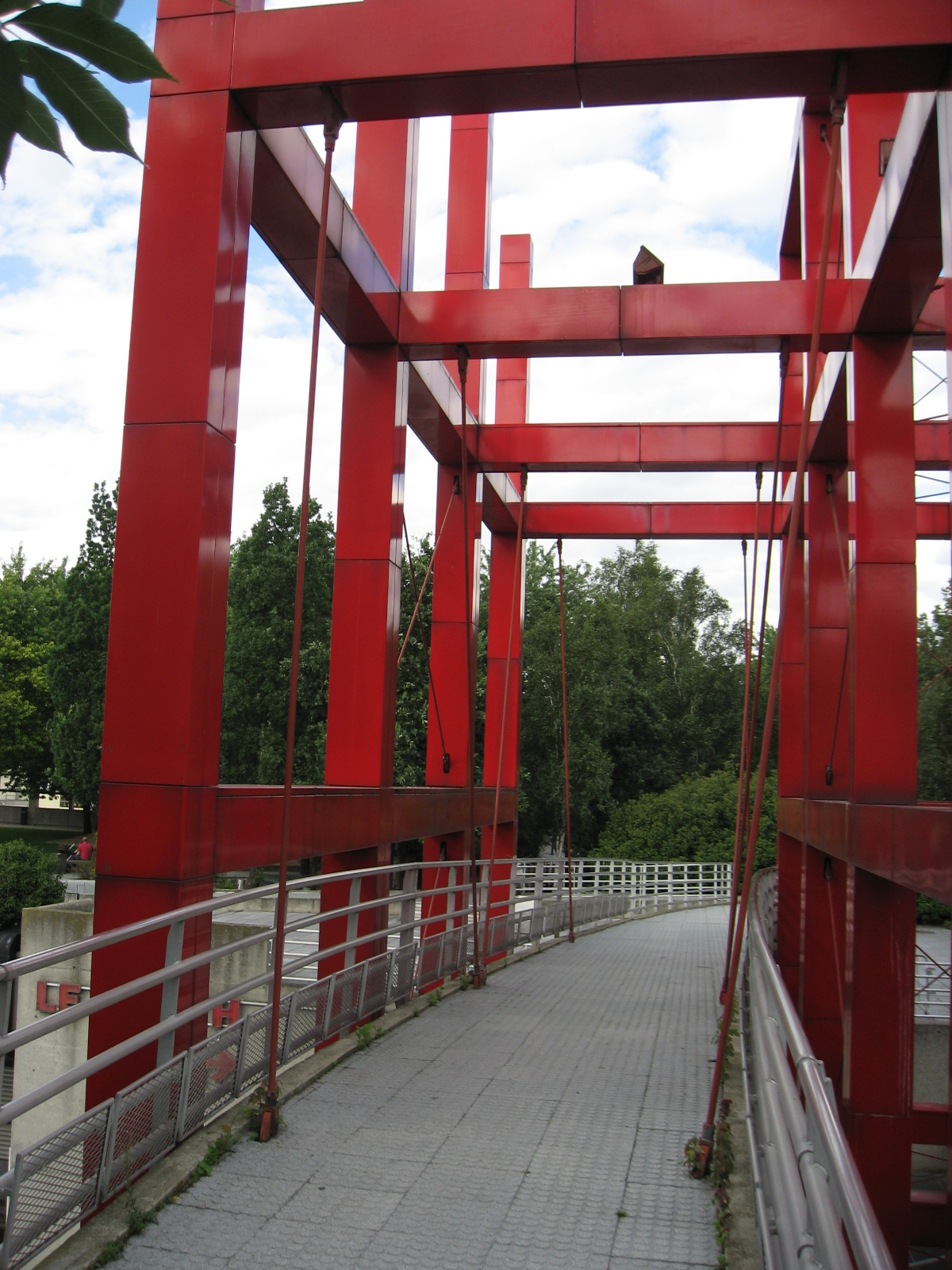
فولی در پارک لاویلت
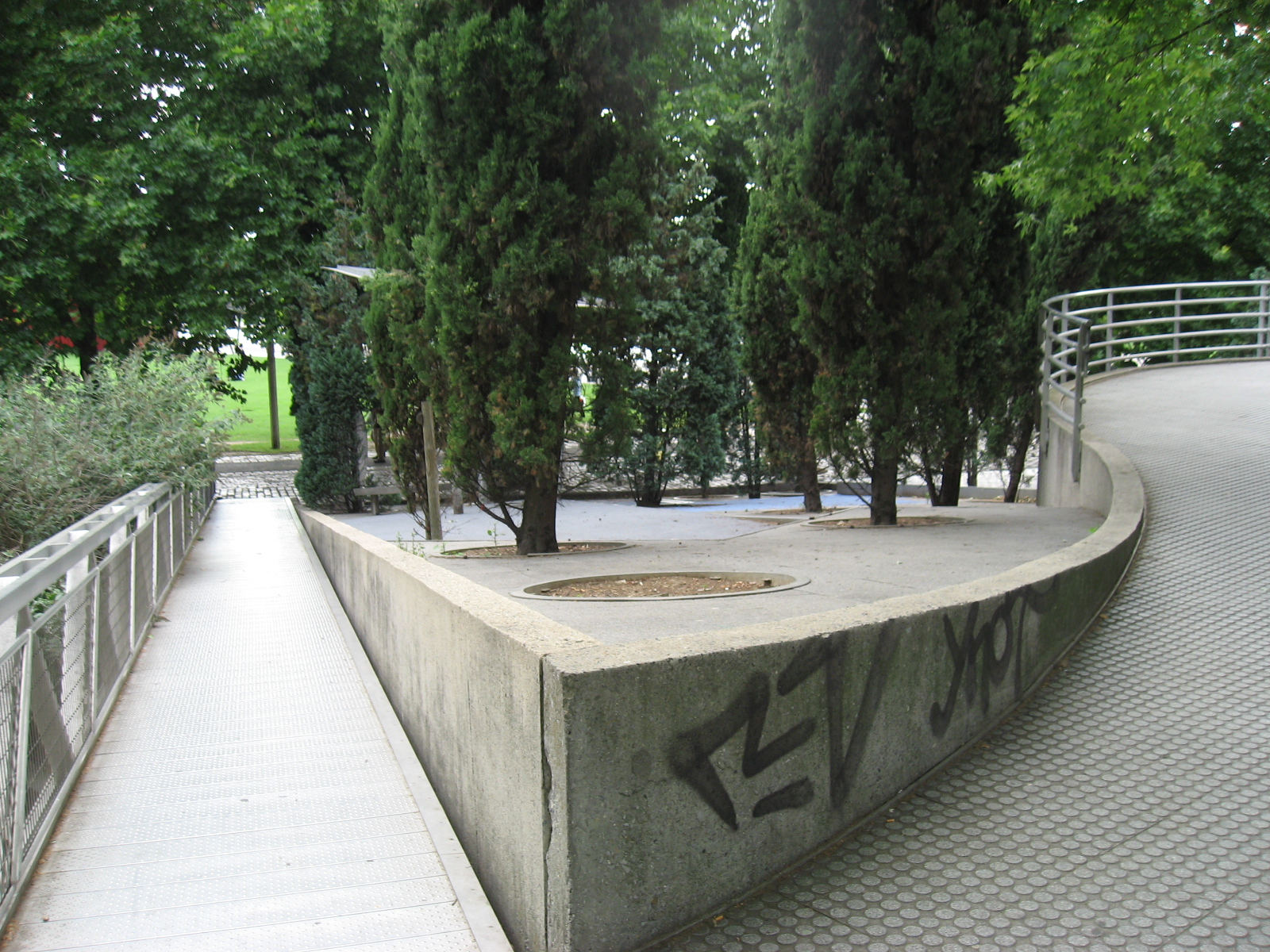
محوطه‌سازی
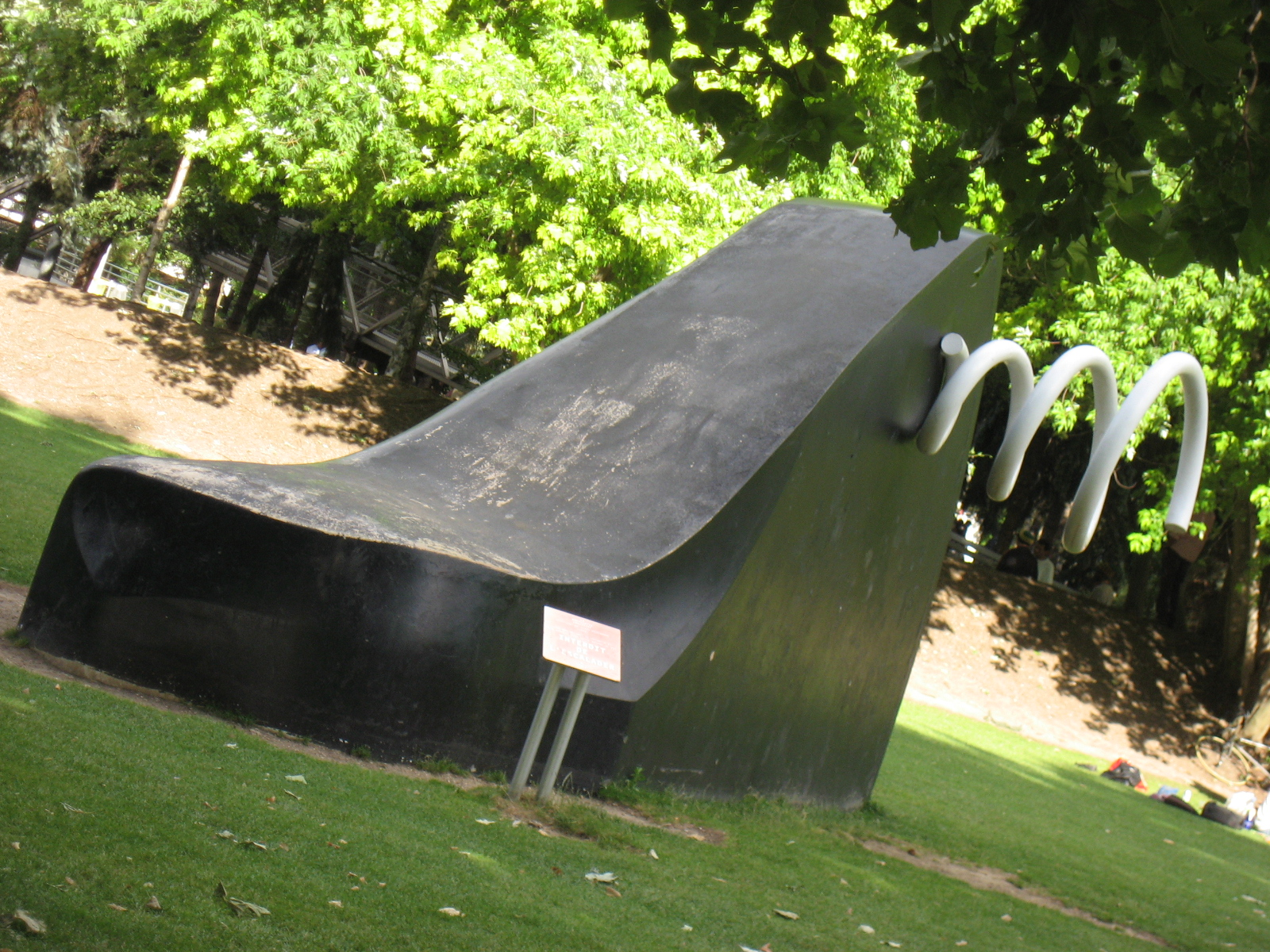
مجسمه دوچرخه مدفون
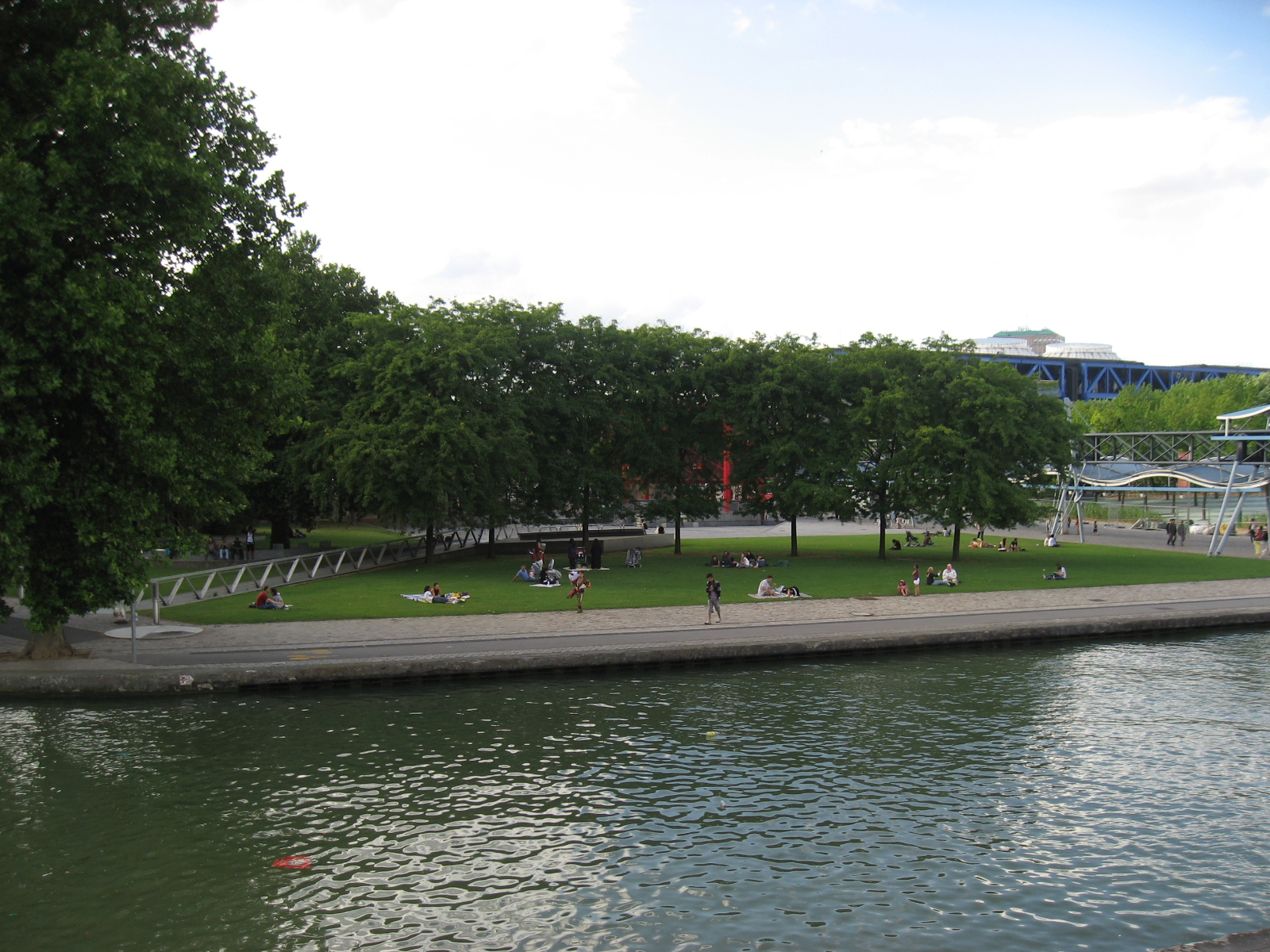
رودخانه درون پارک
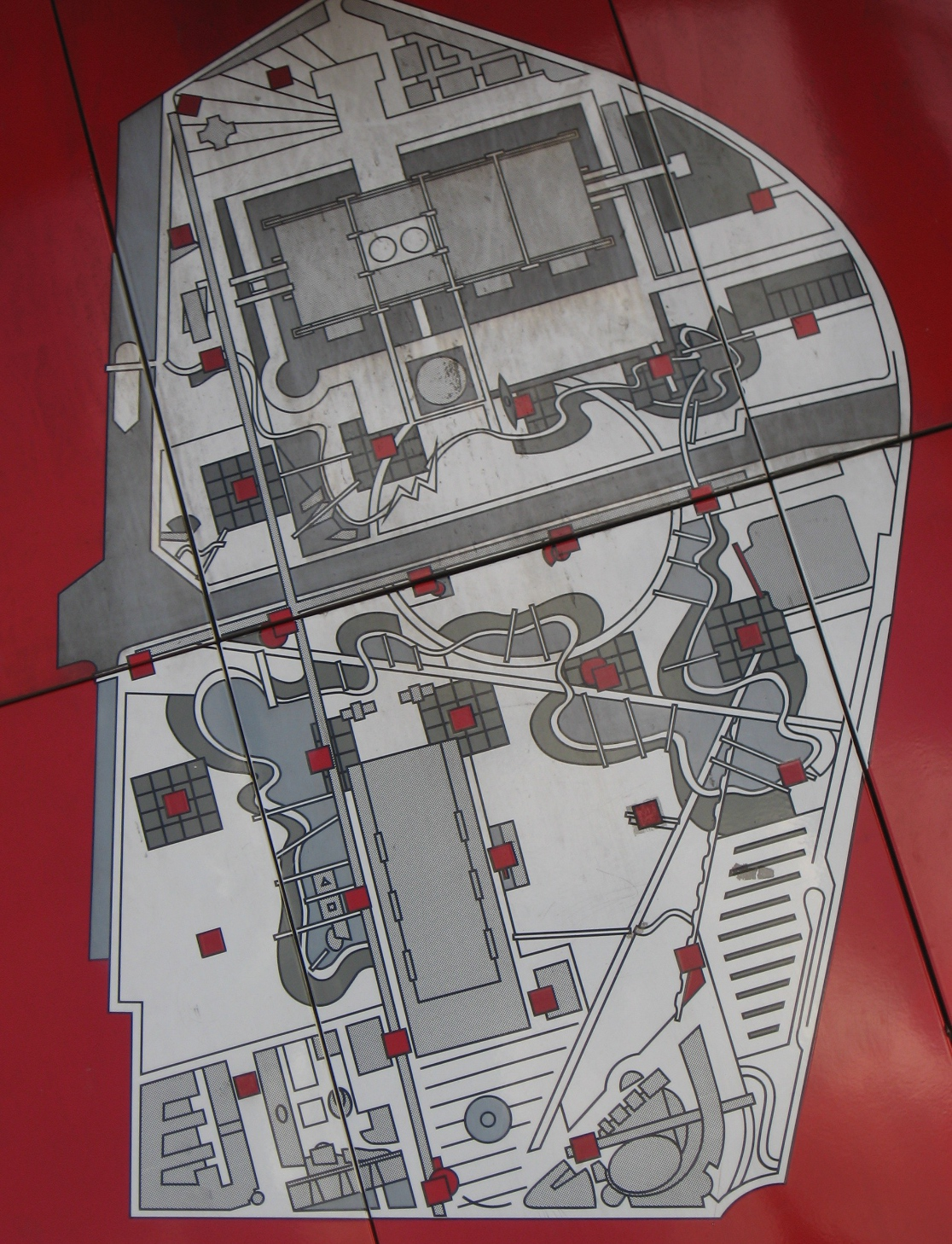
پلان مجموعه
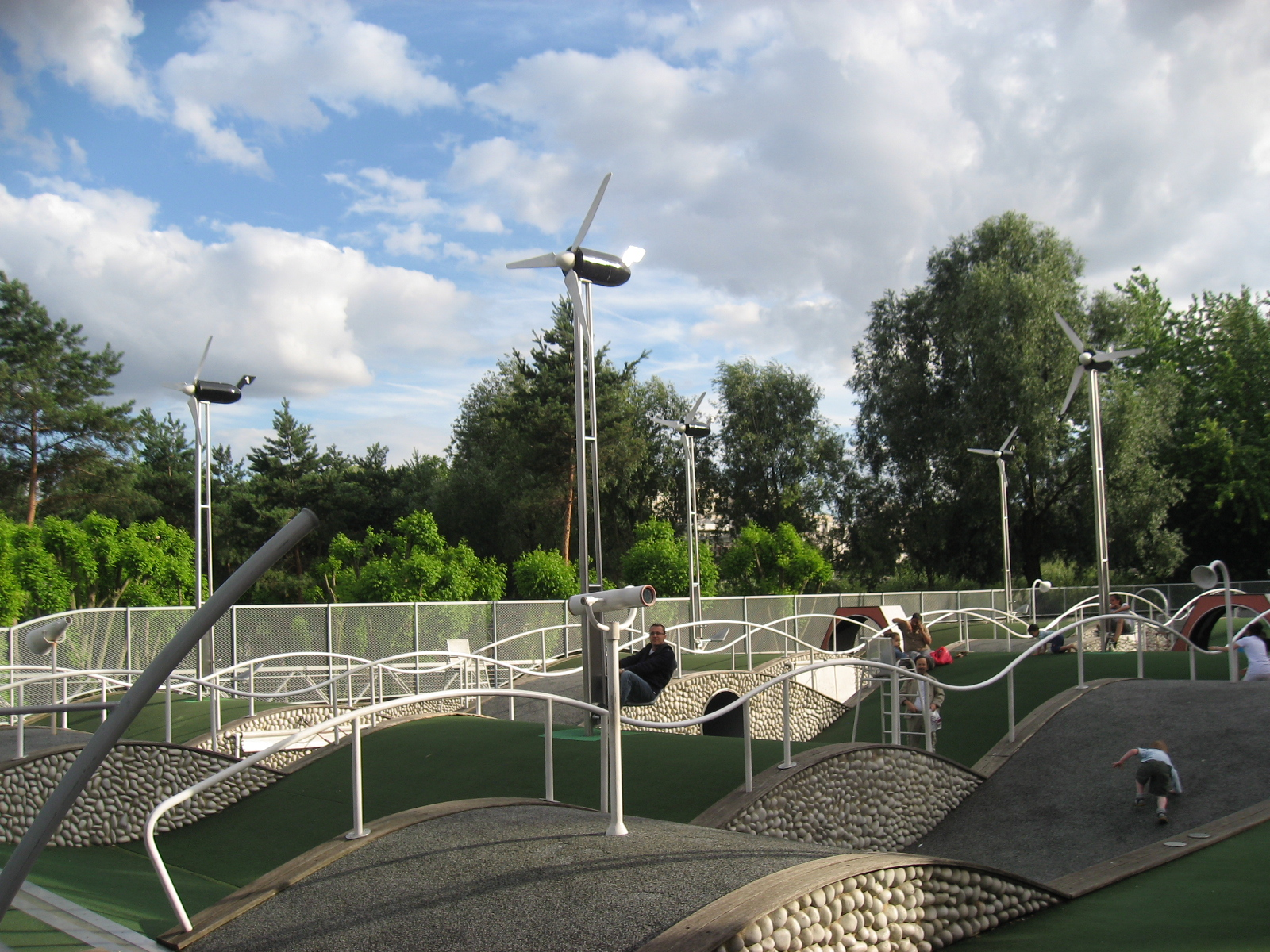
زمین بازی بچه‌ها